# Fründenhorn
Das Fründenhorn ist ein 3368 m ü. M. hoher Berg in den Berner Alpen in der Schweiz.

## Lage
Das Fründenhorn liegt südlich des Oeschinensees bei Kandersteg. Nach Westen ist es über das Fründenjoch (2983 m) mit dem Doldenhorn verbunden. Östlich liegt, verbunden durch das Oeschinenjoch (3170 m), das Oeschinenhorn und nach diesem weiter östlich die Blüemlisalp. Nach Süden fällt die ganze Gruppe in steilen Felswänden auf den Kanderfirn ab.
Vom Fründenjoch und vom Oeschinenjoch startet nach Norden jeweils ein Gletscher (Fründen- und Oeschinengletscher) in Richtung zum Oeschinensee, dazwischen erhebt sich das Fründenhorn.
Am Fusse seiner Nordwestflanke, unterhalb des Fründengletschers, liegt auf 2562 m die Fründenhütte, die Ausgangspunkt für eine Besteigung ist.

## Touren zum Gipfel
Der Normalweg auf das Fründenhorn verläuft über den Nordwestgrat. Von der Fründenhütte geht man über den Fründengletscher auf den Nordwestgrat, welcher in eine Firnflanke überleitet. Über diese Flanke, zum Ende nur noch ein Firngrat, erreicht man den Gipfel (WS+).
Eine eindrückliche, mit Stand- und Zwischensicherungen ausgerüstete, Felskletterroute führt über den Südwestgrat. Der Grat startet vom Fründenjoch, welches man über den Fründengletscher erreicht. Er bietet Kletterschwierigkeiten bis IV, A0.